# Microregiunea Kazincbarcika
Microregiunea Kazincbarcika (în maghiară Kazincbarcikai kistérség) a fost o microregiune statistică (kistérség) din județul Borsod-Abaúj-Zemplén, Ungaria.
Cu o populație de 58.047 locuitori și o suprafață de 460,02 km2, aceasta a existat până în 2014, când în Ungaria, microregiunile ”kistérségek” au fost înlocuite de districte (járások).